# Carolina del Príncipe
Carolina del Príncipe è un comune della Colombia facente parte del dipartimento di Antioquia.
Il centro abitato venne fondato da Pedro Rodríguez de Zea nel 1787, mentre l'istituzione del comune è del 1814.